# 1990 au Belize
Chronologie du Belize
- 1986
- 1987
- 1988
- 1989
- 1990
- 1991
- 1992
- 1993
- 1994

Cet article présente les faits marquants de l'année 1990 au Belize.

## Gouvernement
- Monarque : Élisabeth II
- Gouverneur général : Elmira Minita Gordon
- Premier ministre : George Cadle Price
- Président du Sénat : Jane Ellen Usher

## Statistiques
- x

## Évènements

### Non daté
- Création de la Réserve naturelle de Bladen dans le district de Toledo d'une surface de plus de 40 000 ha[1],[2].

### Janvier
- x

### Février
- x

### Mars
- 2 mars : le Belize signe la Convention relative aux droits de l'enfant[3].
- 7 mars : le pays signe la Convention sur l'élimination de toutes les formes de discrimination à l'égard des femmes[3].

### Avril
- x

### Mai
- 2 mai : le pays ratifie la Convention relative aux droits de l'enfant[3].
- 15 mai : mise en place de relations diplomatiques entre le Belize et le Chili[4].
- 16 mai : le pays ratifie la Convention sur l'élimination de toutes les formes de discrimination à l'égard des femmes[3].

### Juin
- 27 juin : le Belize signe la Convention relative au statut des réfugiés et son Protocole[5],[6].

### Juillet
- x

### Août
- x

### Septembre
- 21 septembre : Fête nationale.

### Octobre
- création de la Belize National Dance Company (en)[7].

### Novembre
- 12 novembre : passage du Misuse of Drugs Act (en), loi nationale relative au contrôle des drogues[8].

### Décembre
- x

## Sport
- Premier Women’s Cross Country Cycling : pour cette première édition de l'épreuve de cyclisme sur route, trois femmes s'affrontent. La course est remportée par Camille Solis (en)[9].

## Décès
- x